# Москвин, Василий Арсентьевич
Васи́лий Арсе́ньевич Москви́н (7 [20] декабря 1910, Абакано-Заводская, Енисейская губерния — 7 октября 1969, Курган) — советский государственный и партийный деятель, 1-й секретарь Томского областного комитета ВКП(б) — КПСС (1951—1959), председатель Исполнительного комитета Кемеровского областного Совета депутатов трудящихся (1948—1950). Депутат Верховного Совета СССР III—V созывов. Избирался делегатом XIX, XX, XXI съездов КПСС. Член ЦК КПСС (1952—1961).

## Биография
Василий Москвин родился 7 (20) декабря 1910 года или 25 декабря 1910 года (данные надгробного памятника) в рабочей семье в деревне Абаканско-Заводской Таштыпской волости Минусинского уезда Енисейской губернии, ныне город Абаза — административный центр Городского округа город Абаза Республики Хакасия. Русский.
В 1922—1926 гг. работал возчиком угля на Абаканском железоделательном заводе.
В 1926 вместе с родителями переехал в посёлок Гурьевского металлургического завода, где окончил фабрично-заводскую семилетку. Работал на строительстве железнодорожной ветки Гурьевск — Белово.
В 1929 по комсомольской развёрстке был направлен на учёбу в Кузнецкое отделение Щегловского индустриального техникума (ныне — Кузнецкий металлургический техникум в городе Новокузнецке (в 1932—1961 — город Сталинск), который окончил в 1932 году техником-металлургом по мартеновской специальности. При обучении в техникуме комсомольский активист Василий Москвин в 1932 году был принят в ряды членов ВКП(б), в 1952 году партия переименована в КПСС.
С 1932 года работал лаборантом на новом советском заводе-гиганте — Кузнецком металлургическом комбинате, позже возглавил лабораторию технического анализа предприятия. С 1933 года работал преподавателем курса общей металлургии, затем завучем Кузнецкого металлургического техникума.
В 1937 году стал инструктором, а затем заведующим отделом пропаганды и агитации Сталинского городского комитета ВКП(б).
В 1939 избран вторым секретарём Сталинского горкома ВКП(б).
С февраля 1940 года был парторгом ЦК ВКП(б) на Кузнецком металлургическом комбинате.
В 1941 году избран первым секретарём Сталинского горкома ВКП(б). На этом посту за самоотверженный труд в годы Великой Отечественной войны был награждён высшей государственной наградой — орденом Ленина и боевыми наградами за помощь фронту — орденом Отечественной войны I степени и орденом Красной Звезды.
В 1946 году избран заместителем председателя Исполнительного комитета Кемеровского областного Совета депутатов трудящихся.
11 января 1948 года, на I-й сессии Исполнительного комитета Кемеровского областного Совета II-го созыва, избран председателем Кемеровского облисполкома.
13 сентября 1950 года, на XI-й сессии Исполнительного комитета Кемеровского областного Совета II-го созыва, освобождён от занимаемой должности.
В мае 1950 — июне 1951 гг. учился на годичных курсах переподготовки первых секретарей обкомов, крайкомов ВКП(б), председателей облисполкомов при ЦК ВКП(б).
После окончания этих курсов работал инспектором ЦК ВКП(б) в Москве.
В декабре 1951 года был направлен в Томск, где 6 декабря 1951 года был избран первым секретарём Томского областного комитета ВКП(б), с 1952 года — КПСС.
Томск поразил тогда своей патриархальностью. На всю область было около одного километра тротуаров с твёрдым (не обязательно, что с асфальтовым) покрытием. Только несколько районов обширной территории имели линии телефонно-телеграфной связи с областным центром. Малая авиация прежде всего обслуживала региональную инфраструктуру ГУЛАГа, линии которой замыкались на городском аэропорту Новосибирска: в ряд районов было проще всего летать через столицу соседней области. Нефтяные месторождения ещё не были разведаны, а самым распространенным видом транспорта был водный. Который к началу 1930-х годов также, как ранее — администрация Томской железной дороги, был выведен из Томска в обской пролетарский центр.
После динамики Металлургического Комбината город и область казались настоящим болотом застоя, которое новый первый секретарь обкома пытается встряхнуть. Стагнация томской жизни, удивительно динамичной в XIX веке, образовалась после вывода всех жизненных сил (экономики, культуры, транспорта) из Томска в новую пролетарскую столицу края — Новосибирск в период с 1924 по 1940 гг.
В частности, для ускорения развития Томской области В. А. Москвин использовал факт Юбилея: в 1954 году город отмечал своё 350-летие. В принципе, у него были все шансы обойтись без праздника: 250-летие Петербурга—Ленинграда, например, из-за смерти Сталина (1953), отмечать в СССР не стали. Именно Москвин добился, обосновал право Томска на проведение юбилея, обратившись напрямую к Н. С. Хрущёву. Благодаря юбилейной кампании 1954 года в Томске в течение ряда последующих лет были построены железобетонный мост через Ушайку — Каменный мост в его сегодняшнем архитектурном виде. Была проложена главная, вторая очередь трамвая: от улицы Дальне-Ключевской до станции Томск-II. На три последующих десятилетия маршрут трамвая «двойки» станет главной артерией городского пассажирского потока. При участии и инициативе Москвина был построен над Степановкой самый большой в Сибири лыжный трамплин…
Инициативность нового руководителя области не всем пришлась по вкусу. Жизнь болота и стагнации устраивала в том числе и местную интеллигенцию: именно томские учёные, академики, руководители уже умирающего Западно-Сибирского отделения Академии наук СССР (ЗСО АН СССР), в те годы «послали куда подальше» инициативу академика Лаврентьева по созданию поистине инновационного сибирского Академгородка… Перенос проекта с Томска на Новосибирск позволил создать там новый научный центр страны и, как следствие, пришлось закрыть в Томске ЗСО АН СССР и создать в Новосибирске Сибирское отделение АН СССР. Так или иначе, но в условиях неопределённости политического курса, в Москву стали поступать на секретаря обкома «сигналы».
15 мая 1959 года, после 8 лет работы в Томске, Москвин был освобождён от должности первого секретаря Томского обкома КПСС и вскоре был избран секретарём Курганского обкома КПСС.
Избирался депутатом Верховного Совета СССР III—V созывов, депутатом Верховного Совета РСФСР II созыва, делегатом XIX—XXI съездов партии, членом Новосибирского, Кемеровского Томского и Курганского обкомов партии, с 14 октября 1952 по 17 октября 1961 входил в состав ЦК КПСС.
В 1961 году вышел на заслуженный отдых, персональный пенсионер союзного значения.
Последние годы, несмотря на тяжёлое заболевание и переход на пенсию, находился на ответственной работе в аппарате Курганского обкома КПСС, член партийной комиссии при Курганском обкоме КПСС.
Василий Арсентьевич Москвин скоропостижно скончался 7 октября 1969 года или 14 октября 1979 года (данные надгробного памятника) и был похоронен на Новом Рябковском кладбище города Кургана Курганской области.

## Награды
- Орден Ленина, 1943 год
- Орден Отечественной войны I степени, 13 сентября 1945 года[7]
- Орден Трудового Красного Знамени, 2 июля 1957 года, за заслуги в освоении целинных и залежных земель, успешное проведение уборки урожая и хлебозаготовок в 1956 году
- Орден Красной Звезды, 31 марта 1945 года[8]
- Орден «Знак Почёта», четырежды: 24 ноября 1941 года[9], 1950 год, 1950-е годы, 1960-е годы
- Юбилейная медаль «Двадцать лет Победы в Великой Отечественной войне 1941—1945 гг.», 1965 год
- Медаль «За доблестный труд в Великой Отечественной войне 1941—1945 гг.», 1945 год
- Медаль «За освоение целинных земель», 1956 год

## Семья
Жена Галина Андреевна (16 апреля 1911 — 16 ноября 1990).